# Kaikaifilusaurus
Kaikaifilusaurus es un género extinto de rincocéfalos de la familia Sphenodontidae del Cretácico Tardío de América del Sur. Se han encontrado fósiles del género en sedimentos cenomaniense de la Formación Candeleros y capas turonienses de la Formación Huincul, ambas de la Cuenca neuquina y los estratos albienses de la Formación Cerro Barcino en la Cuenca del Cañadón Asfalto, todos en la Patagonia argentina. El género contiene dos especies, K. minimus y la especie tipo K. calvoi .

## Etimología
El nombre del género Kaikaifilusaurus se deriva del griego sauros, que significa "lagarto" y Kaikaifilu, procedente del mapudungun, la lengua de los mapuche. En su cosmología, Caicai-Vilu es el reptil gigante todopoderoso dueño de los mares, rival de Trentren-Vilu, "ambos creadores de la tierra a causa de su continua lucha que provoca los terremotos, volcanes, tsunamis y todos los acontecimientos que moldearon la tierra en la que vivimos". La misma etimología se ha utilizado para el género de mosasaurios Kaikaifilu de la Formación López de Bertodano de la Antártida .

## Clasificación
La especie tipo actual de Kaikaifilusaurus, K. calvoi, fue descrita por Simón y Kellner en 2003, basándose en el espécimen tipo MPCHv 4, una mandíbula (inferior izquierda) de la Formación Candeleros. En el mismo año, Priosphenodon avelasi fue descrito por Apesteguía y Novas en 2003, basándose en el espécimen tipo MPCA 300, un esqueleto adulto parcialmente articulado de las areniscas fluviales del Cenomaniense de la Formación Candeleros en la Cuenca neuquina.
Gentil et al. en 2019 reasignó P. avelasi como sinónimo menor de Kaikaifilusaurus calvoi . Gentil et al. colocó la segunda especie de Priosphenodon, P. minimus, descrita en 2014 por Apesteguía y Carballido con base en el espécimen tipo MPEF-PV 3166, un cráneo (casi completo con mandíbulas adherida), de la Formación albiense Cerro Barcino de la Cuenca del Cañadón Asfalto, en el mismo género de Kaikaifilusaurus como K. minimus  Apesteguía y Carballido habían considerado a Kaikaifilusaurus un nomen dubium.
Los investigadores de 2019 describieron otro ejemplar de Kaikaifilusaurus ; MPCA-PV 808, un dentario derecho incompleto de los estratos turonianos de la Formación Huincul de la Cuenca neuquina.
Gentil et al. (2019) sitúan el género Kaikaifilusaurus en la subfamilia Eilenodontinae del orden Sphenodontia.

## Descripción
El fósil del género Kaikaifilusaurus descrito por Gentil et al. en 2019 comprende un fragmento de 14.6 milímetros de largo que conservaba nueve dientes, presentando una implantación de acrodonte y disposición lineal anteroposterior casi recta.
Se estima que los ejemplares adultos de Kaikaifilusaurus poseían 1 metro de longitud, más grandes que los esfenodontos terrestres previamente conocidos.

## Paleoecología
El registro fósil de Kaikaifilusaurus abarca desde el Albiense hasta el Turoniense, atravesando el límite entre el Cretácico temprano y tardío. El registro más antiguo (la localidad tipo de K. minimus ) del género proviene del Miembro La Paloma de la Formación Cerro Barcino de la Cuenca Cañadón Asfalto en el centro-norte de la Patagonia argentina. Durante este tiempo, el paleoclima del miembro de la formación La Paloma era árido,  y el ambiente de depósito comprendía un lago de playa con un sistema de flujos de escombros, dominado por depósitos piroclásticos con sedimentos de dunas intercalados.   El mismo miembro ha aportado fósiles de Chubutemys copelloi y un terópodo indeterminado. 
Los restos fósiles de Kaikaifilusaurus de la Formación Candeleros provienen de conglomerados y areniscas rojas fluviales del Cenomaniense .  La formación comprende depósitos eólicos y de paleosuelos, así como depósitos de sedimentos en un ambiente de río trenzado . En esta sucesión se encontraron fósiles de uno de los terópodos más grandes conocidos, Giganotosaurus carolinii,  así como ranas, mamíferos y peces . 
El registro más joven del género ocurre en la Formación Huincul, superpuesta a la Formación Candeleros en laCuenca neuquina . La formación representa un ambiente árido con arroyos efímeros o estacionales. La misma localidad donde se encontró Kaikaifilusaurus ha proporcionado abundantes fósiles de peces lepisosteidos, tortugas quélidas, lagartos, crocodrilomorfos neosuquios, ornitópodos, saurópodos titanosaurios y diversos terópodos, incluidos abelisáuridos, carcarodontosáuridos y megaraptores .  De esta formación proceden los dinosaurios Gualicho shinyae, Argentinosaurus huinculensis, Mapusaurus rosae, Cathartesaura,  Ilokelesia,  y Skorpiovenator bustingorryi. 

## Otras lecturas
- Simón, M.E. y A.W.A. Kellner. 2003. New sphenodontid (Lepidosauria, Rhynchocephalia, Eilenodontinae) from the Candeleros Formation, Cenomanian of Patagonia, Argentina. Boletim do Museu Nacional, Geologia 68. 1-12.

- Datos: Q85773324